# Synaptomys
A Synaptomys az emlősök (Mammalia) osztályának rágcsálók (Rodentia) rendjébe, ezen belül a hörcsögfélék (Cricetidae) családjába tartozó nem.

## Rendszerezés
A nembe az alábbi 2 alnem és 2 faj tartozik:
- Synaptomys Baird, 1857
  - déli álarcoslemming (Synaptomys cooperi) Baird, 1857 – típusfaj
- Mictomys True, 1894
  - sarki álarcoslemming (Synaptomys borealis) Richardson, 1828